# 盡得真傳
盡得真傳（日語：ドゥラエレーデ），是日本現役純種競賽馬匹。目前主要勝場有2022年希望錦標。

## 出賽前
2020年1月29日出生於北海道安平町北部牧場，成長途中於拍賣會上被馬主公司Three H Racing Co. Ltd.以1億1000萬日圓購入。
其後交由栗東訓練中心練馬師池添學訓練。

## 競賽生涯

### 2歲
2022年6月26日出戰阪神競馬場2歲新馬戰，本次比賽保持於先頭位置下於直路未能順利加速，最終以第五落敗。
8月6日出戰2歲未勝戰取得第二後，再於一星期後出戰另一場2歲未勝利戰，最終成功以領放戰術取得首勝。
經過約3個月的放草後出戰東京體育盃兩歲錦標，比賽初段和雪朗峰一同領放，並於比賽途中一直維持此較快的步速。進入直路後，其他處於先頭位置的馬匹均受到快步速影響未能繼續堅守位置，唯有盡得真傳可以於前方繼續保持優勢，最終僅被後上的Gastrique、Danon the Tiger及心曲超越下以第四完賽。
12月28日出戰希望錦標，賽前僅獲得第十四人氣。比賽開始後，前方由第七人氣的技超卓帶出，盡得真傳緊隨對手後方的第二位置推進，兩駒於前1000米做出61.5秒的超慢步速。進入直路後，由於後方賽駒受到慢步速的影響未能及時加速速度，使盡得真傳和技超卓於先頭位置輕鬆保持領先。直路中段，兩駒隨即展開極烈的纏鬥，最終盡得真傳於反應較佳之下成功於內欄位置率先透出，透過照片判定下以鼻位優勢壓贏對手爆冷取得首個一級賽冠軍，亦爲騎師毛振鵬及練馬師池添學帶來首個日本中央一級賽冠軍。順帶一提，由於本次賽事頭馬盡得真傳爲第十四人氣，二馬技超卓爲第七人氣，而三馬King's Reign則爲第六人氣，因而三重彩的派彩高達24660.1倍。

### 3歲
2023年陣營宣佈年度首戰將會安排其遠征阿聯酋，出戰二級賽阿聯酋打吡。比賽開始後，其隨即於外檔內閃搶佔位置，選擇進佔同爲日本馬的取勝秘技後方，並於比賽途中一直維持此節奏推進。進入直路後，其嘗試於內欄位置展開加速超越對手，雖然最終未能施加足夠壓力給予取勝秘技而被對手彈離，但其仍然可以保持走勢抵擋後方亦爲日本代表的延續魅力及法境小鎮之追擊，獲得亞軍之餘亦達成了日本賽駒獨佔頭四的局面。
回國後出戰東京優駿（日本打吡），然而於出閘後隨即失去平衡並將鞍將的騎師坂井瑠星拋落馬背，因而被判處比賽中止，所幸賽後經過檢查後確認人馬均無大礙。而亦因此事件，其成爲繼1993年南井克巳策騎Multimax墮馬後30年以來再一匹於日本打吡中因失去平衡導致比賽中止的賽駒。

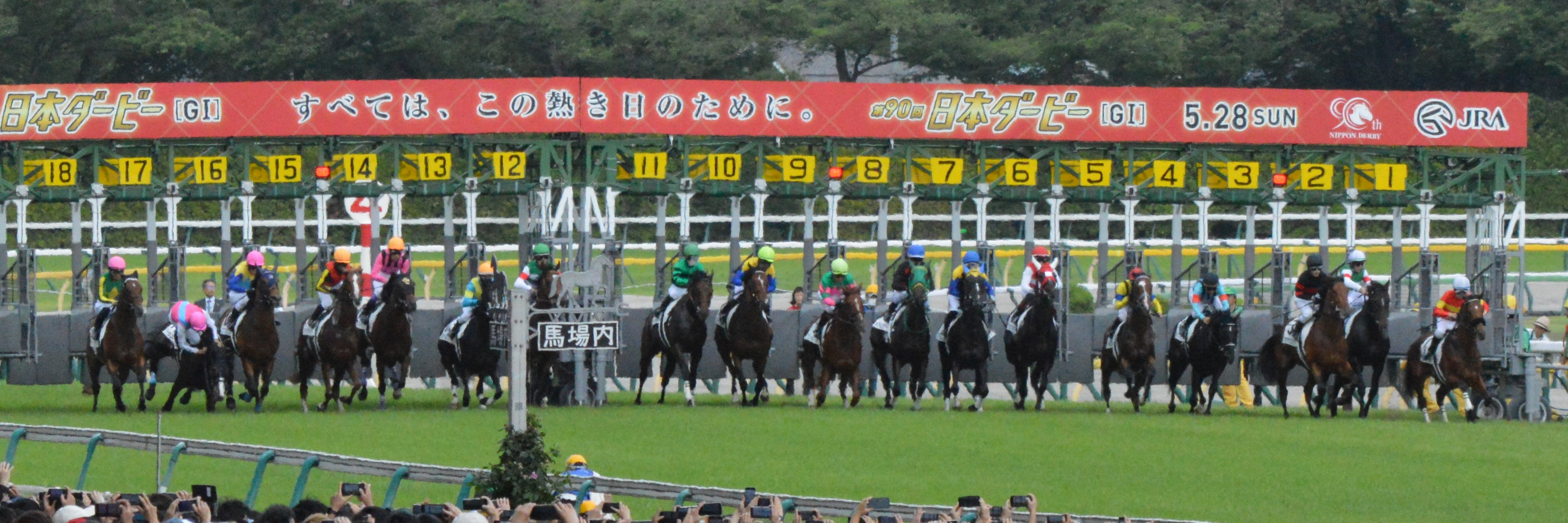
出戰東京優駿的盡得真傳（左二），騎師坂井於開閘後隨即墮馬

完成打吡後出戰寶塚紀念，比賽初段以凌厲的姿態搶佔位置並和皇室徽號一同領放，然而進入直路後其並未能保持速度，最終大幅失速之下被後方賽駒超越，以第十大敗。
入秋後出戰聖烈特紀念，但於比賽途中再度採用領放戰術然後失速，最終以第八完賽。
12月3日再度挑戰泥地賽事，以日本冠軍盃作爲目標。比賽開始後，雖然其以積極的姿態嘗試搶佔位置，但由於清爽口味以更快的速度貼欄，因而其選擇保持於第二的位置緊跟對手前進，並於比賽中段一直維此節奏。進入直路後，其選擇於內欄位置展開加速，最終最終未能追上前方領放的清爽口味且於最後關頭被後上的盈寶威神超越，但仍然可以壓制一同衝出的宏觀角度，成功跑獲一席季軍。
其後繼續於泥地戰線上打拼，出戰年末的東京大賞典。比賽開始後，其繼續以迅速的步伐搶佔前方位置，於比賽中前段一直跟隨領放馬盈寶威神推進。通過彎道進入直路後，其開始進入加速姿態響應騎師毛振鵬的指揮展開衝刺，可惜未能追上前方的盈寶威神下再被外檔後上的盈寶奇嶽超越，最終再度以季軍完賽。

### 4歲
2024年繼續挑戰泥地賽事，首戰為二月錦標。比賽開始後，其選擇以跟前的姿態保持於靠內的位置，並於比賽途中一直處於前方。然而進入直路後，其於內欄無法衝出且受到比賽前半段快步速的影響，最終被其他賽駒不斷超越下以第12落敗。
完成二月錦標後遠征阿聯酋，以杜拜世界盃爲目標。比賽開始後，其稍為推進下進佔中團靠前的位置，並一直處於有遮擋的狀態下行進。進入直路後，其開始逐步提速衝刺，最終雖然未能完全加速，但仍然可以保持較穩定的衝勢，以第五的戰績完賽。
回國休養後於8月出戰榆樹錦標，比賽初段由中檔位置衝出貼欄推進，並保持於領放馬Mitono O身後第二的位置。進入直路後，其於前方位置透出並於中段取得領先，但於最後關頭被衝出的Peisha Es超越，以頸位差距落敗取得第二。
2星期後返回草地戰線出戰札幌紀念，比賽開始後維持於後方位置追走，但於直路上未能加速突破，最終以尾二第十大敗。
11月3日再度前往挑戰泥地賽事，以京都錦標作為目標。比賽開始後，其順利出閘之下維持於內欄先頭位置逐步推進，但於通過彎道時候經已表現出明顯吃力的狀態，最終在直路未能堅守下以第十一大敗。
12月1日出戰日本冠軍盃，比賽初段穩步推進，於途中維持於約莫第十的中團位置，並於通過彎道時仍然緊守內欄位置。進行直路後，其以貼欄的姿態展開衝刺，成功尋找到位置突破之下逐步透出，最終跑獲第三的戰績。

### 5歲
2025年首戰為升格二級賽的子犬座錦標，比賽初段其順利出閘並搶前，於通過第一彎道時維持在第三、四左右的位置，並在中段繼續以此節奏推進。進入直路後，其開始在中內欄位置取位透出，但反應平平下直至最後100米左右才有明顯的衝勢，最終未能追上內欄領放的Sunday Funday外亦被外檔衝出的旭日和國超越，以第三的戰績完賽。
其後出戰二月錦標，比賽初段進佔中團內欄位置，穩守遮擋之下逐步推進，在第四彎道開始尋找位置加速。進入直路後，其仍然以不俗的走勢展開衝刺，但未能完全加速下逐漸陷入馬群之中，最終跑獲第十一的戰績。
休養過後在8月復出出戰榆樹錦標，本次比賽選擇保持在內欄中團靠前的位置，沿途守着遮擋的位置，直至第四彎道開始抽出望空。進入直路後，其嘗試加速衝刺，然而衝勢不足下始終未能順利上前，最終僅跑獲第七。

### 詳細賽績
| 日期       | 舉辦地區 | 馬場 | 距離   | 級別 | 賽事名稱           | 負重 | 騎師     | 馬號 | 出馬 | 名次     | 時間     | 頭馬（二馬）  |
| ---------- | -------- | ---- | ------ | ---- | ------------------ | ---- | -------- | ---- | ---- | -------- | -------- | ------------- |
| 26/6/2022  | 日本     | 阪神 | 草1800 |      | 2歲新馬            | 54   | 北村友一 | 5    | 12   | 5        | 1:50.9   | Carro Veloce  |
| 6/8/2022   | 日本     | 札幌 | 草1800 |      | 2歲未勝利          | 54   | 橫山和生 | 1    | 10   | 2        | 1:49.4   | Dura          |
| 20/8/2022  | 日本     | 札幌 | 泥1700 |      | 2歲未勝利          | 54   | 池添謙一 | 7    | 12   | 1        | 1:46.6   | （颶風發）    |
| 19/11/2022 | 日本     | 東京 | 草1800 | GII  | 東京體育盃兩歲錦標 | 55   | 莫雅     | 7    | 11   | 4        | 1:46.0   | Gastrique     |
| 28/12/2022 | 日本     | 中山 | 草2000 | GI   | 希望錦標           | 55   | 毛振鵬   | 11   | 18   | 1        | 2:01.5   | （技超卓）    |
| 25/3/2023  | 阿聯酋   | 美丹 | 泥1900 | GII  | 阿聯酋打吡         | 55   | 杜滿樂   | 6    | 13   | 2        | 1:56.81  | 取勝秘技      |
| 28/5/2023  | 日本     | 東京 | 草2400 | GI   | 東京優駿           | 57   | 坂井瑠星 | 17   | 18   | 比賽中止 | 比賽中止 | 鍵琴高奏      |
| 25/6/2023  | 日本     | 阪神 | 草2200 | GI   | 寶塚紀念           | 53   | 幸英明   | 17   | 17   | 10       | 2:12.3   | 春秋分        |
| 18/9/2023  | 日本     | 中山 | 草2200 | GII  | 聖烈特紀念         | 56   | 坂井瑠星 | 5    | 15   | 8        | 2:12.5   | 生活格調      |
| 3/12/2023  | 日本     | 中京 | 泥1800 | GI   | 日本冠軍盃         | 57   | 毛振鵬   | 5    | 15   | 3        | 1:50.9   | 清爽口味      |
| 29/12/2023 | 日本     | 大井 | 泥2000 | GI   | 東京大賞典         | 56   | 毛振鵬   | 6    | 9    | 3        | 2:07.5   | 盈寶奇嶽      |
| 18/2/2024  | 日本     | 東京 | 泥1600 | GI   | 二月錦標           | 58   | 毛振鵬   | 4    | 16   | 12       | 1:36.8   | 尼羅長流      |
| 30/3/2024  | 阿聯酋   | 美丹 | 泥2000 | GI   | 杜拜世界盃         | 57   | 毛振鵬   | 5    | 12   | 5        | 2:04.79  | 月桂河        |
| 4/8/2024   | 日本     | 札幌 | 泥1700 | GIII | 榆樹錦標           | 57   | 武豐     | 10   | 14   | 2        | 1:44.1   | Peisha Es     |
| 18/8/2024  | 日本     | 札幌 | 草2000 | GII  | 札幌紀念           | 58   | 藤岡佑介 | 1    | 11   | 10       | 2:01.0   | 北橋          |
| 3/11/2024  | 日本     | 京都 | 泥1800 | GIII | 京都錦標           | 57   | 北村友一 | 3    | 15   | 11       | 1:51.9   | 旭日和國      |
| 1/12/2024  | 日本     | 中京 | 泥1800 | GI   | 日本冠軍盃         | 58   | 莫雅     | 8    | 16   | 3        | 1:50.4   | 清爽口味      |
| 26/1/2025  | 日本     | 中京 | 泥1800 | GII  | 子犬座錦標         | 57   | 川田將雅 | 3    | 16   | 3        | 1:50.7   | Sunday Funday |
| 23/2/2025  | 日本     | 東京 | 泥1600 | GI   | 二月錦標           | 58   | 橫山和生 | 8    | 16   | 11       | 1:37.1   | 葡北佳景      |
| 9/8/2025   | 日本     | 札幌 | 泥1700 | GIII | 榆樹錦標           | 57   | 松山弘平 | 3    | 14   | 7        | 1:44.7   | 法境小鎮      |

## 血統簡介
父系大鳴大放爲日本賽駒，生涯戰績優秀，曾勝出皋月賞及東京優駿（日本打吡），退役後配種成績亦極爲優秀。祖父夏威夷王爲日本賽駒，生涯戰績極爲優秀，僅得一戰未能獲勝，曾勝出一級賽NHK一哩賽及東京優駿（日本打吡），爲日本史上首匹贏得變則二冠的賽駒。
母系Marchesa爲日本賽駒，生涯五戰全敗。外祖父黃金巨匠爲日本賽駒，生涯戰績彪炳，爲日本賽馬史上第七匹三冠馬，曾贏得六項一級賽並做出連續兩年於凱旋門大賽跑獲亞軍的佳績。

### 血統表
| 父線：金滿寶系（淘金者系）                             |                              |              |                 |
| 種馬 大鳴大放 2012年（棗色）                           | 夏威夷王 2001年（棗色）      | 金滿寶       | 淘金者          |
| 種馬 大鳴大放 2012年（棗色）                           | 夏威夷王 2001年（棗色）      | 金滿寶       | Miesque         |
| 種馬 大鳴大放 2012年（棗色）                           | 夏威夷王 2001年（棗色）      | Manfath      | 最後大官        |
| 種馬 大鳴大放 2012年（棗色）                           | 夏威夷王 2001年（棗色）      | Manfath      | Pilot Bird      |
| 種馬 大鳴大放 2012年（棗色）                           | Admire Groove 2000年（棗色） | 週日寧靜     | Halo            |
| 種馬 大鳴大放 2012年（棗色）                           | Admire Groove 2000年（棗色） | 週日寧靜     | Wishing Well    |
| 種馬 大鳴大放 2012年（棗色）                           | Admire Groove 2000年（棗色） | 氣槽         | 東來兵          |
| 種馬 大鳴大放 2012年（棗色）                           | Admire Groove 2000年（棗色） | 氣槽         | Dyna Carle      |
| 繁殖雌馬 Marchesa 2015年（棗色）                       | 黃金巨匠 2008年（栗色）      | 黃金旅程     | 週日寧靜        |
| 繁殖雌馬 Marchesa 2015年（棗色）                       | 黃金巨匠 2008年（栗色）      | 黃金旅程     | Golden Sash     |
| 繁殖雌馬 Marchesa 2015年（棗色）                       | 黃金巨匠 2008年（栗色）      | Oriental Art | 目白麥昆        |
| 繁殖雌馬 Marchesa 2015年（棗色）                       | 黃金巨匠 2008年（栗色）      | Oriental Art | Electro Art     |
| 繁殖雌馬 Marchesa 2015年（棗色）                       | Malpensa 2006年（棗色）      | Orpen        | Lure            |
| 繁殖雌馬 Marchesa 2015年（棗色）                       | Malpensa 2006年（棗色）      | Orpen        | Bonita Francita |
| 繁殖雌馬 Marchesa 2015年（棗色）                       | Malpensa 2006年（棗色）      | Marsella     | Southern Halo   |
| 繁殖雌馬 Marchesa 2015年（棗色）                       | Malpensa 2006年（棗色）      | Marsella     | Riviere         |
| 雌系：Queen Bertha系（號族：1-w）                      |                              |              |                 |
| 五代內近親交配：週日寧靜 3×4、Halo 4×5×5、北方風味 5×5 |                              |              |                 |

## 命名由來
名字中，Dura（ドゥラ）繼承自父系大鳴大放名字的一部分，Erede（エレーデ）於意大利語中，意思是「後繼者」、「繼承者」、「接班人」，香港則取意譯，翻譯为「盡得真傳」。

## 外部連結
- 盡得真傳 netkeiba.com （页面存档备份，存于）
- 血統表 （页面存档备份，存于）